# KakaoMap
KakaoMap (korejsky: 카카오맵) je jihokorejská internetová aplikace vyvíjená společností Kakao Corporation. Služba nabízí mapy ulic, panoramatické snímky ulic (Street View), plánovač cest pro cestování pěšky, automobilem nebo veřejnou dopravou a polohu podniků. Služba tyto funkce nabízí pouze v Jižní Koreji. Služba byla spuštěna v roce 2003 pod názvem Sprouts Map.